# Microsoft Excel Viewer
O Microsoft Excel Viewer é um programa gratuito para visualização e impressão de documentos de planilha criados pelo Microsoft Excel. O Excel Viewer está disponível para Microsoft Windows e computadores de mão com Windows CE, como o NEC MobilePro.
De acordo com os termos do contrato de licença de 2003 do Excel Viewer, o software pode ser instalado e utilizado para visualizar e imprimir documentos criados com o software Microsoft Office. O software não pode ser usado para qualquer outra finalidade.